# Celeste Rodrigues
Maria Celeste Rebordão Rodrigues (Fundão, 14 de marzo de 1923-Lisboa, 1 de agosto de 2018), más conocida como Celeste Rodrigues, fue una fadista portuguesa, hermana menor de Amália Rodrigues.

## Biografía
Comenzó a cantar durante su infancia, al igual que su hermana. Sin embargo, toman caminos diferentes dentro del fado. Profesionalmente, empezó en Casablanca en 1951 y, desde entonces, vive como fadista en los barrios típicos de Lisboa. Hoy es una referencia en el «fado castizo», al contrario que su hermana que se inscribió en el fado moderno, y es una de las fadistas más antiguas aún en activo como Argentina Santos, Anita Guerreiro y Maria Amélia Proença.
A los 25 años se casó con Varela Silva, un actor portugués. Sin embargo, a los 17 tuvo un romance con el torero Zé Casimiro. Abrieron una casa de fados en la rua das Taipas: A Viela. Sin embargo, cerró sus puertas y Celeste pasó a cantar en Parreirinha de Alfama, de Argentina Santos.
Tras la Revolución de los Claveles, emigró a Canadá, donde se divorció del marido con el que tuvo dos hijas. 
Trabajó en diversas ocasiones con jóvenes artistas de renombre internacional como Luís Guerreiro, hoy guitarrista de Mariza y Luís Varatojo. A pesar de no contar con una gran discografía, grabó algunos éxitos como Lenda das algas, Já é tarde y el simbólico Fado Celeste. Junto con otros exponentes del fado de Lisboa, fue invitada por Ricardo Reis en el placo del Teatro Nacional São Carlos en el espectáculo Cabelo branco é saudade. También actuó en la Cité de la Musique, París, el Auditorio de Roma y la Casa da Música, en Oporto.